# ダイオウサソリ
ダイオウサソリ（大王蠍、Pandinus imperator）は、サソリ目コガネサソリ科に分類されるサソリ。

## 特徴
標準的な体長は 120～150mm 程度で 170mm を超える大型の個体も稀に存在する。最大記録は220mm。体重は30グラムに達する。種小名imperatorは、「皇帝」の意。体色は青みがかった黒だが、地域によってハサミに赤みが入ることがある。ペットとして移入されるのは、体長100-170mm程度の個体が殆どである。体長や出産数については地域差があり、例えばコートジボワールでの調査によると森林に生息する、「森林型」は前胸部と前腹部の合計長さ(体長の測り方が現在と異なる)が 70～80mm、出産数が30～40 匹。それに対し、サバンナに生息する「サバンナ型」は 50～60mm、10～20 匹となっている。比較的近い距離でも降水量などの要因により体長や出産数までも異なる。
近縁種のチャグロサソリに比べ、全体に横幅がどっしりし、ハサミが円形に近い。チャグロサソリはやや細身で、ハサミの形も長方形に近い。
ハサミは粒状の質感を持っている。櫛状板はメスよりオスの方がより長い。後腹部は長く、体の上で後方に曲がっている。尾節の先には先端には鋭く曲がった毒針がある。紫外線の下で緑青を発色する。外骨格は非常に硬く、金属光沢のある緑黒色をしている。
性質は大人しく、毒性も弱いといわれる反面、ハサミ（触肢）は太く、頑丈で力は強く人間でも挟まれれば痛く出血することもある。
性格が大人しく、共食いもほとんどせず、飼育が容易ということでペットとしての人気が非常に高いが、それ故に乱獲が問題となり、ワシントン条約のサイテスIIで保護されている。

## 分布
アフリカ中部から西部（ベナン、ブルキナファソ、チャド、コンゴ民主共和国、コートジボワール、ガーナ、ギニア、ギニアビサウ、リベリア、マリ、ナイジェリア、シエラレオネ、トーゴ）
但しコンゴ、エリトリア、赤道ギニア、ガボン、ガンビア、ソマリア、スーダンなどからも非公式ながらも目撃例がある。

## 毒
毒性は弱く、刺されても腫れる、痒くなるという程度だとされることが多いが、アナフィラキシーショックによる重症化もあり得る。本種の毒の成分として、学名に由来するパンディノトキシンやインペラトキシンが挙げられる。
本種の近似種でも毒性は体の大きさの割に低い種が多い。

## 近似種

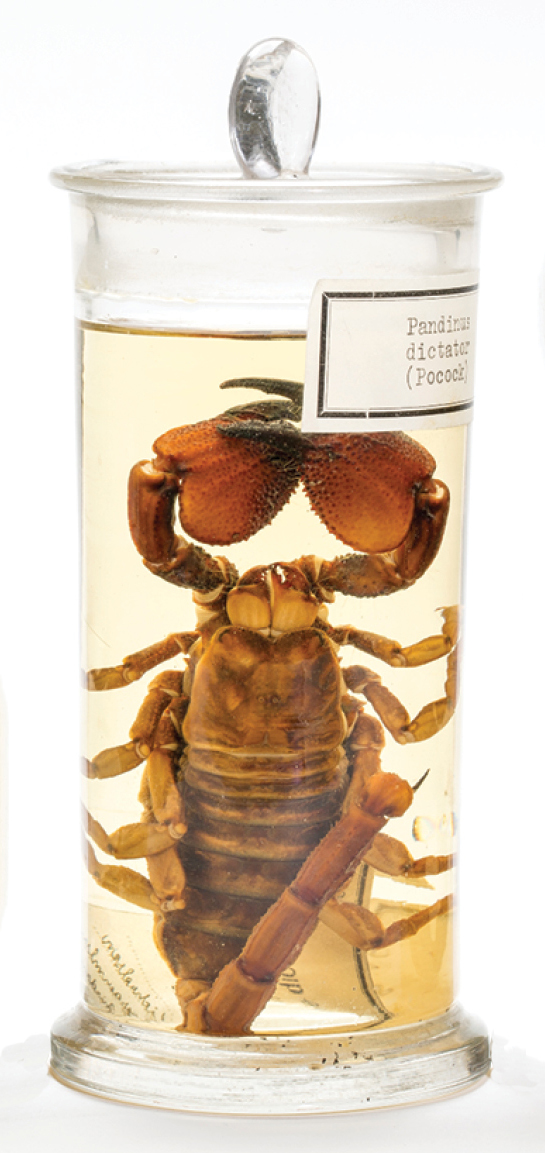
オオダイオウサソリ

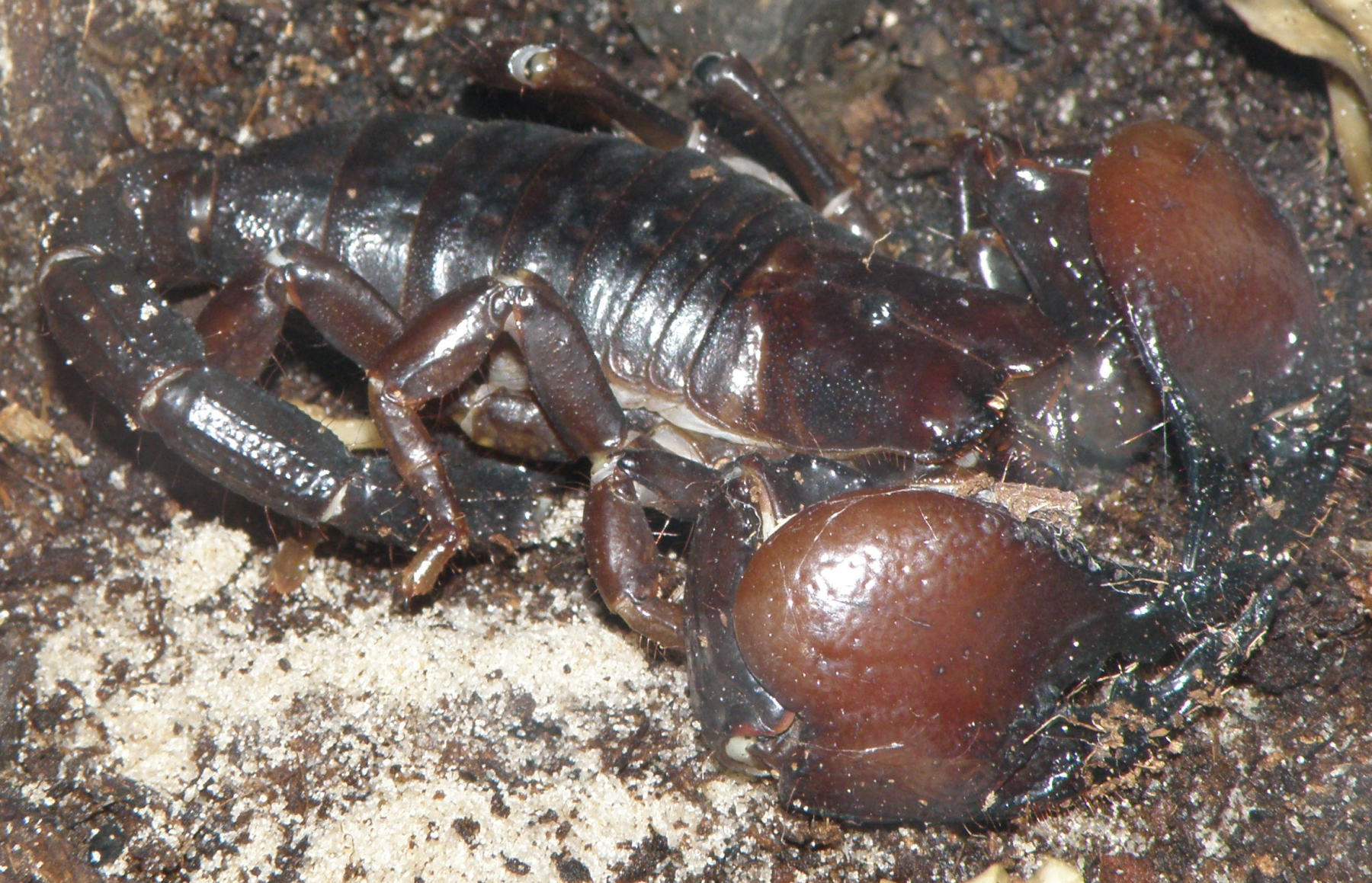
レッドクロウエンペラースコーピオン

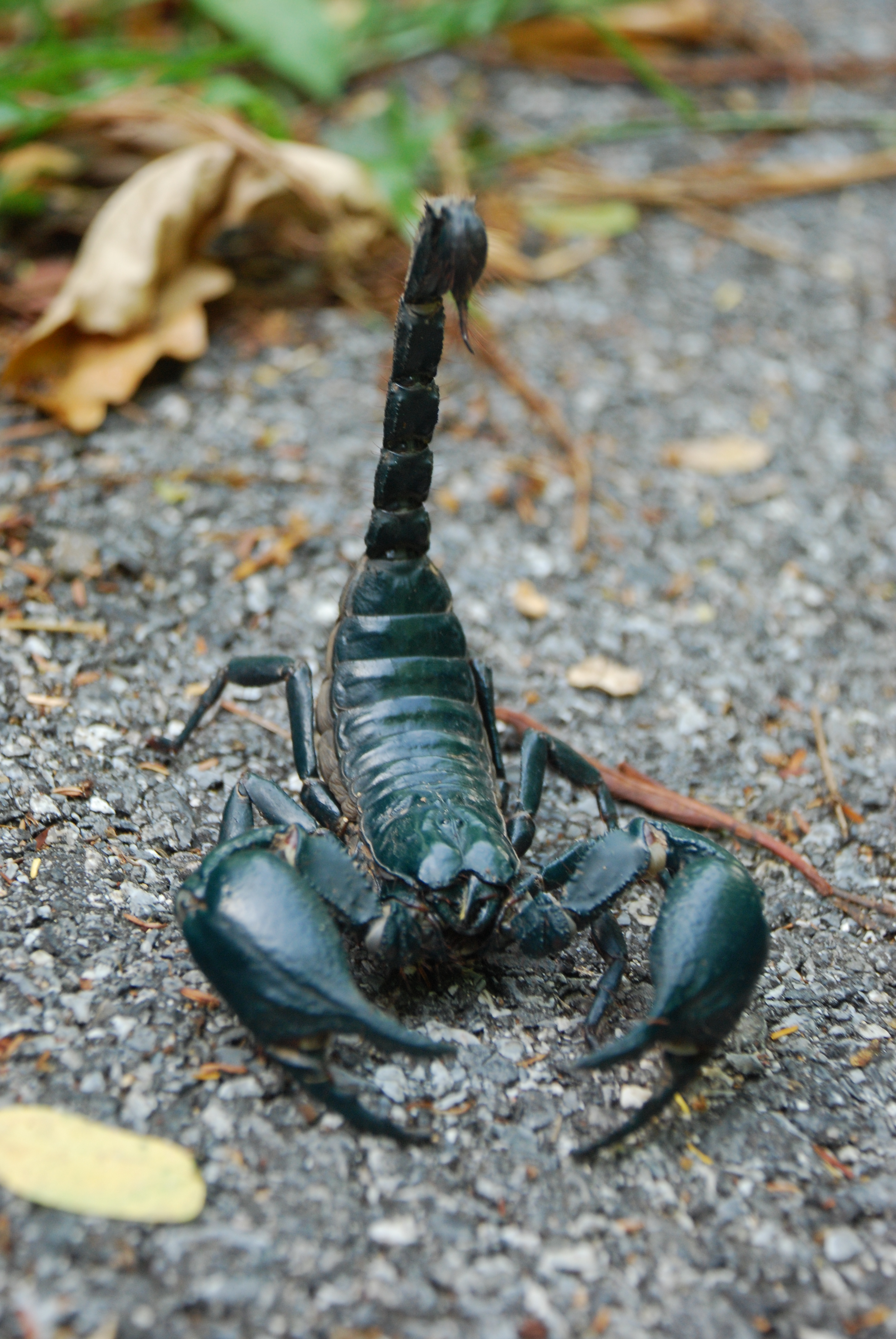
チャグロサソリ

オオダイオウサソリ　（ソウトウサソリ） （Pandinus Dictator）　　
「ソウトウ（総統）サソリ」とも呼ばれるカメルーンに生息する近似種で、見た目は同じ種類に見えるが、別種とされており、ダイオウサソリを全般的に上回る体躯からそう呼ばれ、学名では「独裁者」の意味を持ち、最近は和名でも「ソウトウサソリ」の名で呼ばれる事が多くなった。
ダイオウサソリに比べて身体がやや細いように見えるが、大きめで鋏と尾部もやや長いものの、個体差でダイオウサソリよりも小さくなる場合もある。生態面でもほぼ同じだが、大人しいダイオウサソリよりも性質はやや荒く、攻撃的。近年ペットとして流通しているが、ダイオウサソリ同様にワシントン条約での保護対象となる。
レッドクロウエンペラースコーピオン　 (Pandinus Cavimanus)
名前通り、鋏部分と、体色がやや赤みがかっている大型種である。
ダイオウサソリと同じく、アフリカに生息し、生態面でも似ているが、ダイオウサソリよりやや小型であるといわれる。ダイオウサソリやチャグロサソリと同じく、ペット対象ともなるが、オオダイオウサソリと同様に、ダイオウサソリよりもやや攻撃的な性格。
この種も現在はワシントン条約での保護対象となっている。
チャグロサソリ (Heterometrus spp.)
東南アジアに広く住む大型種で、体長では大きいもので20cm以上になり、ダイオウサソリに負けない程の大きさになるものの、こちらの方は全体的に横幅が狭く、スマートな体型である。鋏角部分の毛の色は緑で、尾の色は茶色であり、それに黒い体色を交えた和名となる。英名や、輸入名ではアジアンフォレストスコーピオンと呼ばれる。通常チャグロサソリ（Heterometrus spinifer）として輸入されるが、マレーキャンサースコーピオン（マレージャイアントスコーピオン）（H. spinifer）、 アジアンロングクローフォレストスコーピオン（H. longimanus）、H. liophysaなどが含まれている。チャグロサソリという名はHeterometrus属の総称である。
地域によって、個体差や毒の強弱にも違いが出てくると言われるがはっきりしない。この種もペットサソリとしては最も普及している種であり、原産地の近さから比較的安価となっている。生態面でも似ており、熱帯雨林の多湿性の環境の中で、倒木や石の下に潜んで生息しているが、ダイオウサソリよりも気が荒く、攻撃的。

## 生態

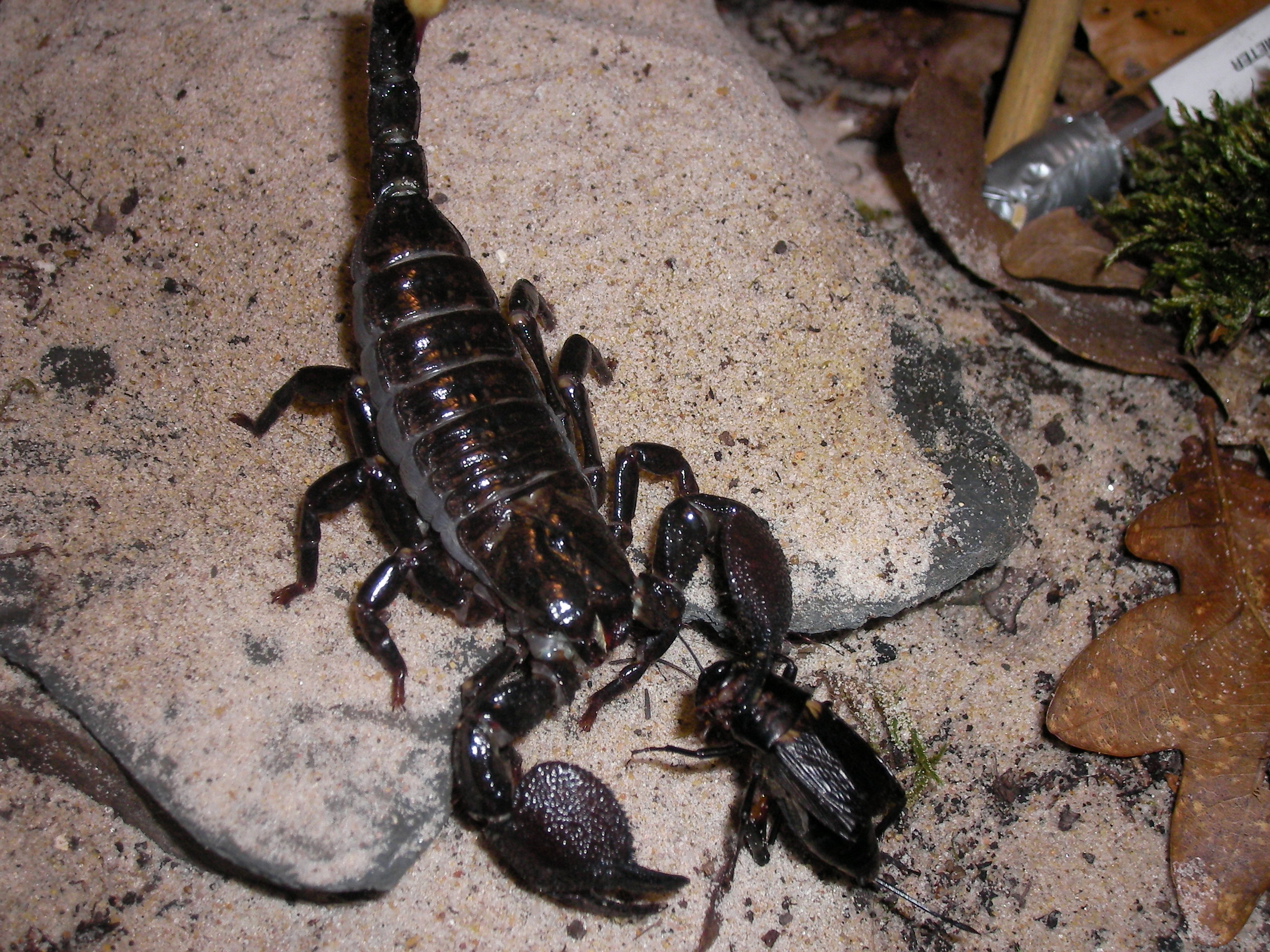
強力な触肢でコオロギを捕らえた。

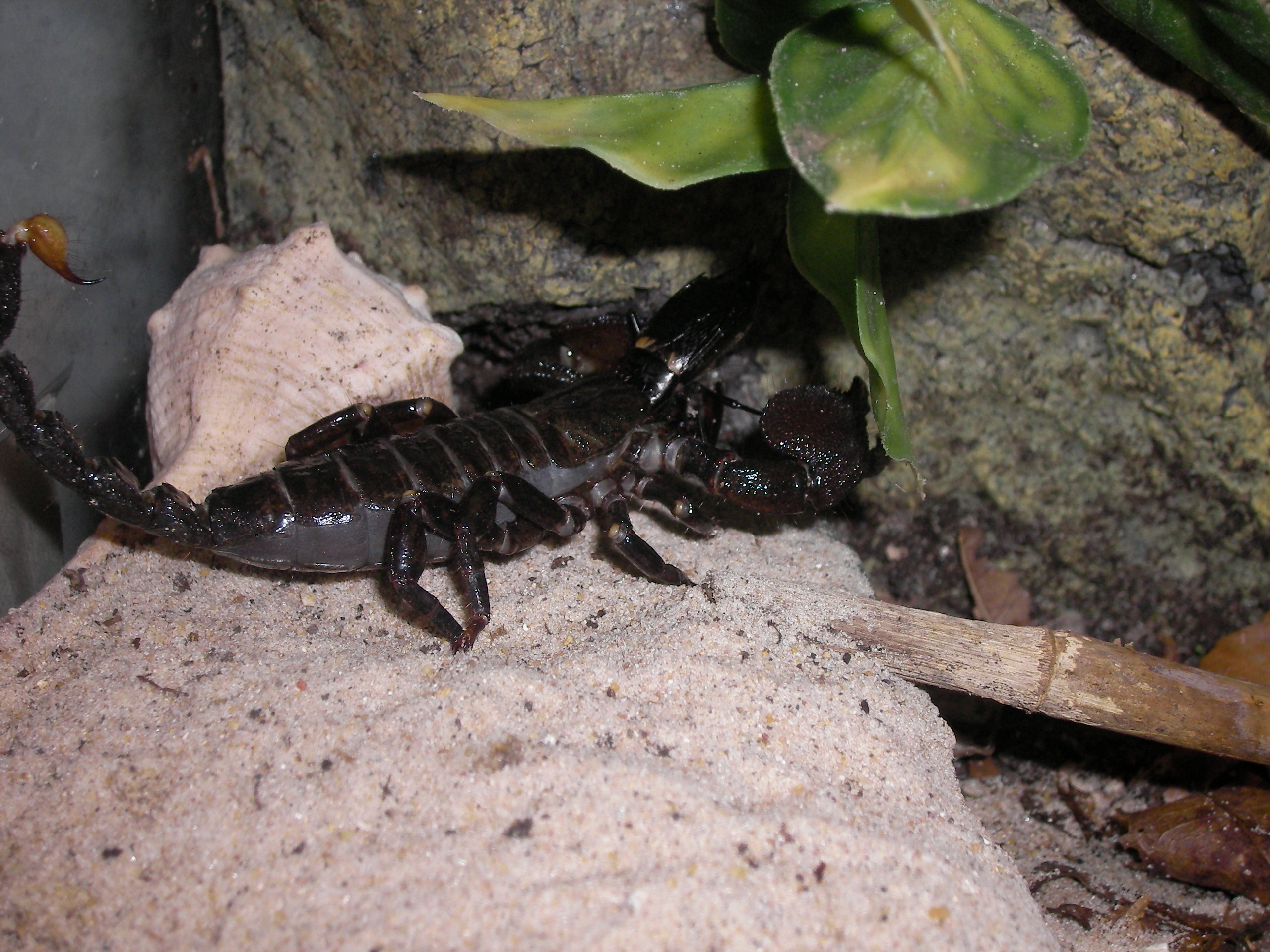
捕まえたコオロギを食べる。

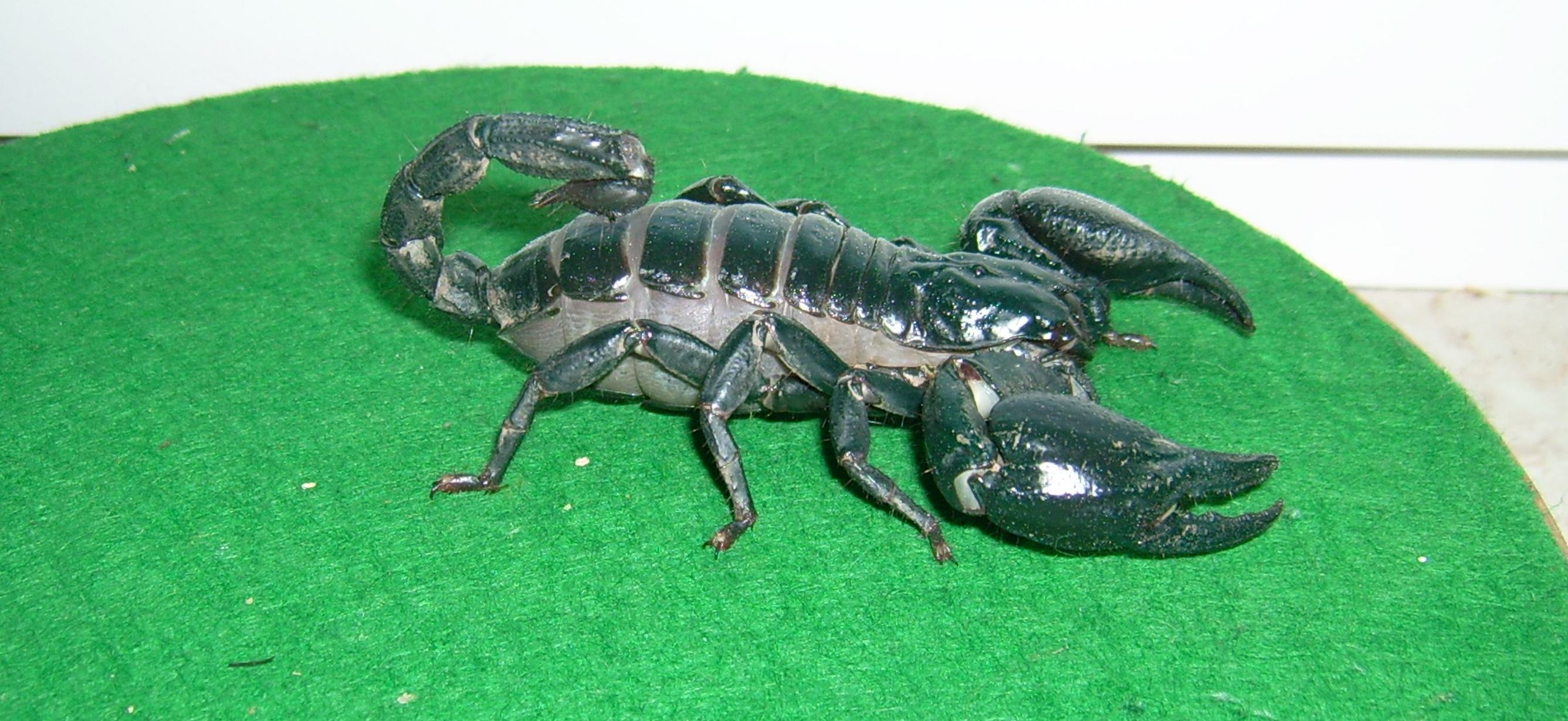
妊娠中の雌。腹が膨らんでいるのがわかる。

熱帯雨林の林床に生息する。夜行性で、昼間は地面に掘った巣穴や倒木の下などで休む。
食性は動物食で、昆虫類や節足動物などを食べる。獲物は触肢で捕らえ、切り刻んでから食べる。本種が毒針を使用するときは自衛行為である場合が多い。

繁殖形態は卵胎生で、十数匹の幼体を産む。産まれたばかりの幼体の色は白で、メスは幼体を背中に乗せて保護する。幼体は一週間ほどしたら母親から独立して生活するようになり、3年で成体になり、寿命は最高で10年ほどとされる。
妊娠すると、メスの体は膨張し、体節をつなぐ白っぽい膜が露出する。
脱皮間隔は以下の通り。
| 1-2齢 | 生後2週間前後   |
| 2-3齢 | 生後3～4ヶ月    |
| 3-4齢 | 生後5ヶ月前後   |
| 4-5齢 | 生後8～10ヶ月   |
| 5-6齢 | 生後1年1～2ヶ月 |
| 6-7齢 | 生後1年4～6ヶ月 |
| 7-8齢 | 生後2年まで     |

## 人間との関係

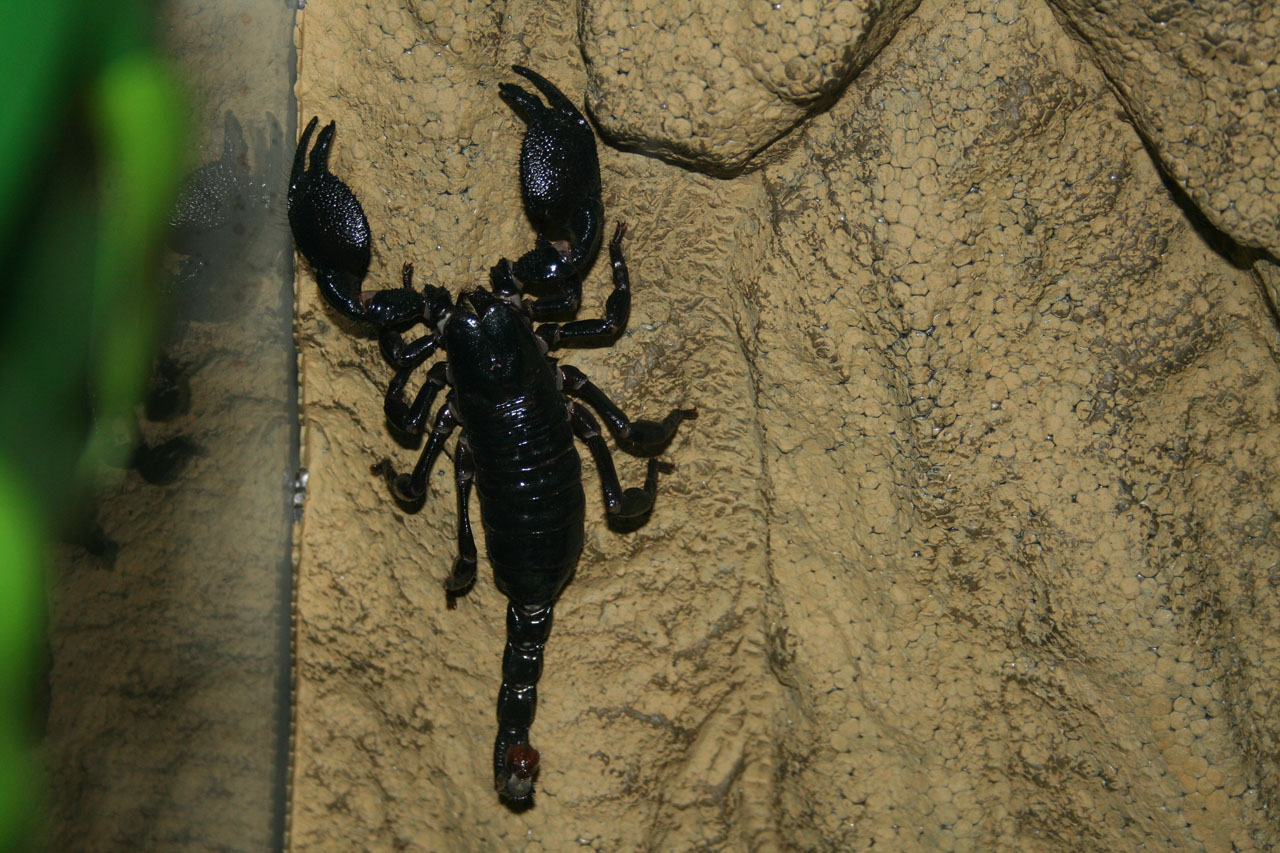
飼育下の個体。

2005年には、大阪府豊中市のマンションの一室にペットとして飼育されていたと思われる本種が侵入して捕獲され、警察が取得物として預かるとともに周辺住民に聞き込みを行う騒ぎとなった。管理者の怠慢によってトラブルが発生した場合、毒性は低いとは言えサソリということで近隣者に無用な恐怖を与えてしまう恐れがあるため、飼い主やペット業者の管理は厳重さが求められる。